# Charles R. Mabey

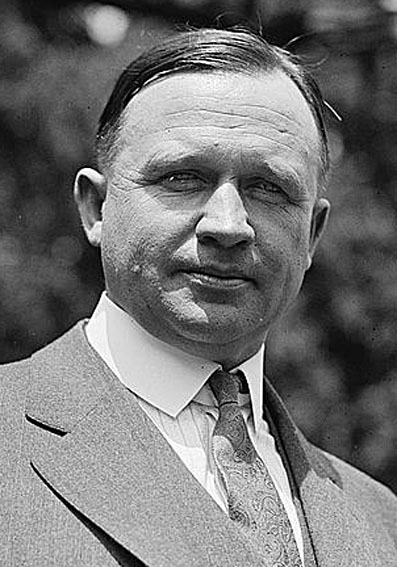
Charles R. Mabey (1923)

Charles Rendell Mabey (* 4. Oktober 1877 in Bountiful, Utah; † 26. April 1959) war ein US-amerikanischer Politiker (Republikanische Partei), der von 1921 bis 1925 Gouverneur des Bundesstaates Utah war.

## Werdegang
Mabey graduierte 1896 an der University of Utah mit einem Lehrerdiplom. Während der nächsten Dekade war er als Lehrer und Schulverwalter tätig. Darüber hinaus war er während des Spanisch-Amerikanischen Kriegs auf den Philippinen stationiert und war drei Jahre lang, von 1900 bis 1903, als Missionar für die Kirche Jesu Christi der Heiligen der Letzten Tage in Deutschland tätig. Im Verlauf der nächsten Jahre war er als Friedensrichter, Stadtrat und Bürgermeister von Bountiful tätig. Ferner wurde er zweimal in das Repräsentantenhaus von Utah gewählt. Während des Ersten Weltkriegs wurde er zum Captain in der Artillerie befördert und war bis Dezember 1918 aktiv.

## Gouverneur von Utah
Zwei Jahre später wurde er zum Gouverneur von Utah gewählt. Er war ein starker Fürsprecher des öffentlichen Bildungswesens, so dass während seiner Amtszeit eine Vielzahl von neuen Schulen entstand. Ferner förderte er den Ausbau der Highways in Utah, wozu er Bundeszuschüsse und eine Benzinverkaufssteuer verwendete. Seiner Empfehlung nach stimmte das Parlament von Utah der Beteiligung am Colorado River Compact zu. Jedoch führte die schlechte Wirtschaftslage gemeinsam mit Mabeys Rekordausgaben für Bildung und Highways sowie seiner unabhängigen Art angesichts des Drucks durch die Republikanische Partei zu seiner Niederlage bei der Wiederwahl 1924.

## Weiterer Lebenslauf
Nach dem Ende seiner Amtszeit blieb er geschäftlich, zivil und in kirchlichen Angelegenheiten aktiv. Er bekleidete auf staatlicher und nationaler Ebene Posten in der American Legion und gehörte dem General Board der Young Mens Mutual Improvement Association (YMMIA) der Kirche Jesu Christi der Heiligen der Letzten Tage an.